# Songs from the Big Chair
Songs from the Big Chair – drugi album studyjny brytyjskiego zespołu Tears for Fears, wydany 25 lutego 1985 roku. Płyta osiągnęła 1. miejsce na Billboard 200 i pochodziło z niej wiele hitów na amerykańskich i europejskich listach przebojów.

## Lista utworów
1. "Shout" (Orzabal, Stanley) – 6:33
2. "The Working Hour" (Orzabal, Stanley, Elias) – 6:31
3. "Everybody Wants to Rule the World" (Orzabal, Stanley, Hughes) – 4:11
4. "Mothers Talk" (Orzabal, Stanley) – 5:06
5. "I Believe" (Orzabal) – 4:54
6. "Broken" (Orzabal) – 2:38
7. "Head over Heels/Broken (Live)" (Orzabal, Smith) – 4:32
8. "Listen" (Orzabal, Stanley)– 6:54

Utwory bonusowe z reedycji z 1999
- "The Big Chair" (Orzabal, Smith, Stanley, Hughes) – 3:21
- "Empire Building" (Smith, Orzabal, Stanley) – 2:52
- "The Marauders" (Orzabal, Stanley) – 4:16
- "Broken Revisited" (Orzabal) – 5:16
- "The Conflict" (Orzabal, Smith, Stanley) – 4:05
- "Mothers Talk" (US Remix) – 4:13
- "Shout" (US Remix) – 8:02